# Roxelana (geslacht)
Roxelana is een geslacht van rechtvleugeligen uit de familie sabelsprinkhanen (Tettigoniidae). De wetenschappelijke naam van dit geslacht is voor het eerst geldig gepubliceerd in 1906 door Kirby.

## Soorten
Het geslacht Roxelana  is monotypisch en omvat slechts de volgende soort:
- Roxelana crassicornis (Stål, 1874)